# Aeroportul Balesin
Aeroportul Balesin (IATA: BSI, ICAO: RPLE) este un aeroport din Balesin⁠(d), Polillo⁠(d), Quezon⁠(d), Calabarzon⁠(d), Luzon⁠(d), Filipine ce deservește zona Balesin Island⁠(d).
Situat la o altitudine de 8 m, aeroportul dispune de 1 pistă. Este operat de Alphaland Corporation⁠(d).

## Infrastructură

### Piste
Aeroportul dispune de o singură pistă. Pista 05/23 are suprafața de beton și dimensiunile 1.527 m × 30,5 m. 